# Собачка тасманійський
Собачка тасманійський (Parablennius tasmanianus) — вид морських собачок, що зустрічаються в східній частині Індійського океану біля берегів Австралії і в південно-західній частині Тихого океану біля Нової Зеландії. Морська солонуватоводна демерсальна риба, що сягає 13 см довжиною.